# Pandžab
Pandžab (pandžabsko, urdujsko پنجاب‎, izgovorjava [pənˈd͡ʒɑːb]) je provinca Pakistana. Z več kot 127 milijoni prebivalcev je najbolj naseljena provinca v Pakistanu in druga najbolj naseljena podnacionalna skupnost na svetu. Je v osrednjem vzhodnem delu države in ima največje gospodarstvo v Pakistanu, ki največ prispeva k nacionalnemu BDP. Lahore je glavno in največje mesto. Druga večja mesta so Faisalabad, Ravalpindi, Gudžranvala in Multan.
Meji na pakistanske province Khiber Pakhtunkhva na severozahodu, Belučistan na jugozahodu in Sind na jugu, pa tudi na ozemlje glavnega mesta Islamabad na severozahodu in Azad Kašmir na severu. Ima mednarodno mejo z indijskima državama Radžastan in Pandžab na vzhodu ter Kašmirjem, ki ga upravlja Indija, na severovzhodu. Pandžab je najbolj rodovitna provinca v državi, saj reka Ind in njeni štirje glavni pritoki Ravi, Džhelum, Čenab in Satledž tečejo skozi njo.
Provinca tvori večji del transnacionalne regije Pandžab, ki je bila leta 1947 razdeljena med Pakistan in Indijo. Pokrajina je v zveznem parlamentu zastopana s 173 od 336 sedežev v državnem zboru, spodnjem domu; in 23 od 96 sedežev v senatu, zgornjem domu.
Pandžab je najbolj industrializirana pakistanska provinca, saj industrijski sektor obsega 24 odstotkov bruto domačega proizvoda province. Znana je po svoji relativni blaginji in ima najnižjo stopnjo revščine med vsemi pakistanskimi provincami. Vendar pa je prisotna jasna ločnica med severnimi in južnimi regijami province; severni Pandžab je relativno bolj razvit kot južni Pandžab. Pandžab je tudi ena najbolj urbaniziranih regij južne Azije, saj je približno 40 odstotkov njenega prebivalstva koncentriranega v urbanih območjih.
Pandžabski muslimani tvorijo večino province. Njihova kultura je bila pod močnim vplivom islamske kulture in sufizma, s številnimi sufijskimi svetišči, razširjenimi po vsej pokrajini. Guru Nanak, ustanovitelj sikhizma, je bil rojen v mestu Nankana Sahib. Pandžab gosti več območij Unescove svetovne dediščine: vrtovi Šalimar, trdnjava Lahore, arheološka najdišča Taxila in trdnjava Rohtas, med drugim.

## Etimologija
Ime Pandžab je perzijskega izvora, z dvema združenima besedama, ki pomenita (پنج, pandž, 'pet' in آب, āb, 'voda'), uvedeno in razširjeno pa je bilo med vladavino Mogulskega cesarstva nad regijo. Šteje se, da je sorodnica sanskrtskih besed पञ्‍च, pañca, 'pet' in अप्, áp, 'voda', enakega pomena. Beseda pañjāb je torej kalk indoarijske pañca-áp in pomeni »Dežela petih voda«, ki se nanaša na reke Džhelum, Čenab, Ravi, Satledž in Beas. Vsi so pritoki reke Ind, Satledž pa je največji. Omembo dežele petih rek je mogoče najti v Mahabharati, v kateri je ena od regij poimenovana kot Pančanada (sanskrtsko पञ्चनद, latinizirano: pañca-nada, dob. 'pet rek'). Prej je bil Pandžab znan kot Sapta Sindhu v Rigvedi ali Hapta Hendu v Avesti, kar je prevedeno kot 'Dežela sedmih rek', drugi dve pa sta Ind in Kabul, ki sta vključeni v širšo regijo Pandžaba. Stari Grki so regijo imenovali Pentapotamia (grško Πενταποταμία), kar ima enak pomen kot Pandžab.

## Zgodovina

### Starodavno obdobje
Domneva se, da najzgodnejši dokazi o človeškem bivanju v Pandžabu izvirajo iz doline Soan Potohar, med rekama Ind in Džhelum, kjer se je Soanska kultura razvila med 774.000 pr. n. št. in 11.700 pr. n. št. To obdobje sega v prvo medledeno obdobje v drugi ledeni dobi, iz katere so našli ostanke kamnitih in kremenovih orodij. Regija Pandžab je bila kraj ene najzgodnejših zibelk civilizacij, civilizacije Harapa iz bronaste dobe, ki je cvetela od približno 3000 pr. n. št. in se je hitro zmanjšala 1000 let kasneje, po indoarijskih migracijah, ki so preplavile regijo v valovih med letoma 1500 in 500 pred našim štetjem. Iz selitvenih indoarijskih plemen je nastala železnodobna vedska civilizacija, ki je trajala do leta 500 pr. n. št. V tem obdobju je bila v Pandžabu sestavljena Rigveda, ki je postavila temelje hinduizmu. Pogoste medplemenske vojne v postvedskem obdobju so spodbudile rast večjih skupin, ki so jim vladali poglavarji in kralji, ki so vladali lokalnim kraljestvom, znanim kot Mahadžanapada. Ahemenidski cesar Darej I. Veliki je leta 518 pr. n. št. prečkal Ind in priključil regije do reke Džhelum. Taxila velja za eno najstarejših izobraževalnih središč v južni Aziji in je bila del ahemenidske province Hinduš.
Eden prvih kraljev v Pandžabu je bil Por, ki se je bojeval v slavni bitki pri Hidaspesu proti Aleksandru Velikemu. Bitka naj bi se končala z odločilno grško zmago; A. B. Bosworth pa svari pred nekritičnim branjem grških virov, ki so očitno pretiravali. Por se ni hotel predati in je taval na vrhu slona, dokler ni bil ranjen in njegova sila poražena. Ko ga je Aleksander vprašal, kako bi želel, da bi z njim ravnali, je Por odgovoril: »Ravnaj z mano, kot bi kralj ravnal z drugim kraljem«. Kljub očitno enostranskim rezultatom je bil Aleksander navdušen nad Porom in se je odločil, da ga ne bo odstavil. Ne le, da je bilo njegovo ozemlje ponovno vzpostavljeno, ampak tudi razširjeno z Aleksandrovimi silami, ki so priključile ozemlja Glavzaja, ki je vladal severovzhodno od Porovega kraljestva. Bitka je zgodovinsko pomembna, ker je povzročila sinkretizem starogrških političnih in kulturnih vplivov na Indijski podcelini, kar je prineslo dela, kot je grško-budistična umetnost, ki je imela vpliv v naslednjih stoletjih.
Multan je bil opazno središče odličnosti v regiji, ki jo je napadla grška vojska pod vodstvom Aleksandra Velikega. Pleme Mali je skupaj z bližnjimi plemeni zbralo vojsko 90.000 osebja, da bi se soočili z grško vojsko. To je bila morda največja vojska, s katero so se soočili Grki na celotni Indijski podcelini. Med obleganjem mestne citadele je Aleksander skočil v notranjost citadele, kjer se je soočil z voditeljem Malianov. Aleksander je bil ranjen s puščico, ki mu je prodrla v pljuča, zaradi česar je bil hudo poškodovan. Mesto je bilo osvojeno po hudi bitki.
Regija je bila nato leta 302 pr. n. št. razdeljena med Maurijsko cesarstvo in grško-baktrijsko kraljestvo. Menander I. Soter je osvojil Pandžab in Sagalo (današnji Sialkot) naredil za glavno mesto indo-grškega kraljestva. Menander je znan po tem, da je postal mecen in se spreobrnil v grško-budizem, poleg tega pa velja za največjega indo-grškega kralja.

### Srednjeveško obdobje
Prihod islama (Omajadski kalifat)
Po muslimanskih osvajanjih na Indijski podcelini v začetku 8. stoletja so arabske vojske Omajadskega kalifata prodrle v južno Azijo in v Pandžab uvedle islam. Najprej je bil islam uveden v južni Pandžab v prvih desetletjih 8. stoletja. Do 16. stoletja so bili muslimani večina v regiji, pokrajino pa je zaznamovala razgibana mreža mošej in mavzolejev. Lokalni pandžabski muslimanski spreobrnjenci so sestavljali večino te muslimanske skupnosti, kar zadeva mehanizme spreobrnjenja, pa viri tega obdobja poudarjajo recitiranje islamske veroizpovedi (šahada), izvedbo obrezovanja in zaužitje kravjega mesa.
Islam se je pojavil kot glavna sila v Pandžabu, potem ko je Omajadski kalifat, ki ga je vodil Mohamed bin Kasim, osvojil regijo leta 711 n. št.. Mesto Multan je postalo središče islama. Potem ko so Omajadi osvojili ključni mesti Uč Šarifa in Multan, so vladali oddaljenim območjem Pandžaba in vključili Kašmir. Islam se je hitro širil.
Po lokalnem izročilu je živel Baba Ratan Hindi trgovec iz Pandžaba, ki je bil eden od nearabskih spremljevalcev preroka Mohameda. Bil naj bi trgovec, ki je blago vozil v Arabijo. Obstaja tudi darga, poimenovana po njem, Hadži Ratan Darga, v Bathindi, kjer se je naselil po spreobrnitvi v islam. Muslimani, ki so se preselili v Pakistan med razdelitvijo Indije leta 1947, ga še vedno častijo kot Baba Hadži Ratan.
V 9. stoletju je hindujska dinastija Šahi, ki izvira iz regije Odijana, nadomestila kraljestvo Tank v Pandžabu in vladala večjemu delu Pandžaba skupaj z vzhodnim Afganistanom. V 10. stoletju je pleme Gakharjev/Kokarjev sestavljalo velik del hindujske vojske Šahi po perzijskem zgodovinarju Firišti.
Ghaznavidi
Turški Gaznavidi so v 10. stoletju napadli regije Pandžaba. Multan in Uč Šarifa sta bila osvojena po 3 napadih in Multanov vladar Abul Fateh Daud je bil poražen, slavni Sončev tempelj je bil uničen. Ghaznavidi so strmoglavili hindujske Šahije in posledično vladali 157 let ter postopoma upadali kot sila, dokler Ghuridi niso osvojili ključnih pandžabskih mest Uč Šarifa, Multan in Lahore s strani Mohameda iz Ghorja leta 1186 in odstavili zadnjega gaznavidskega vladarja Khusraua Malika.
Po smrti Mohameda Ghorskega leta 1206 se je država Guridov razdrobila in jo v severni Indiji nadomestil Delhijski sultanat in nekaj časa neodvisni sultanati, ki so jim vladali različni sultani. Delhijski sultanat je vladal Pandžabu naslednjih tristo let, pod vodstvom petih nepovezanih dinastij, Mamelukov, Khaladžijev, Tughlakov, Sajidov in Lodijev.
Delhijski sultanate
Tughlaki
Ghiyath al-Din Tughlak, nekdanji guverner Multana in Dipalpurja, je ustanovil dinastijo Tughlak v Delhiju in vladal regiji podceline. Pred tem je služil kot guverner Multana in se od tam boril v 28 bitkah proti Mongolom ter rešil regiji Pandžab in Sind pred napredovanjem Mongolov in preživel. Po njegovi smrti je njegov sin Mohamed Tughlak postal cesar.
Dinastija Sayyid
V 15. stoletju so se pojavili številni ugledni muslimani iz Pandžaba. Khizr Kan je ustanovil dinastijo Sajid, četrto dinastijo Delhijskega sultanata, s štirimi vladarji, ki so vladali od 1414 do 1451 37 let. Prvi vladar dinastije, Khizr Kan, ki je bil timuridski vazal Multana, je osvojil Delhi leta 1414, medtem ko so se vladarji razglasili za sultane Delhijskega sultanata pod Mubarak Šahom, ki je nasledil dinastijo Tughlak in vladali sultanatu, dokler jih leta 1451 ni izpodrinila dinastija Lodi.
Khizr Kan je bil prvotno plemič v Delhijskem sultanatu med dinastijo Tughlak in je bil guverner Multana pod sultanom Firuz Šahom. Iz mesta so ga izgnala plemena Muin pod vodstvom Sarang Kana, ki je leta 1395 zasedel Multan, indijskega muslimana in brata Malu Ikbal Kana, ki je bil de facto vladar Delhija. Sarang Kanu so pomagali služabniki Malika Mardana Bhattija, nekdanjega guvernerja Multana in dedka Khizr Kana po posvojitvi.
Leta 1398 je Timur Lenk napadel regijo Pandžab. Po invaziji je Khizr Kan ustanovil četrto dinastijo Delhijskega sultanata. Po mnenju Richarda M. Eatona je bil Khizr Kan sin pandžabskega poglavarja. Bil je Kokarski poglavar, ki je potoval v Samarkand in imel koristi od stikov, ki jih je vzpostavil s timuridsko družbo.
Po Timurjevi plenitvi Delhija leta 1398 je Khizr Kana imenoval za namestnika Multana. Imel je Lahore, Dipalpur, Multan in Zgornji Sind. Ko je zbral svoje sile v Multanu, je Khizr Kan leta 1405 premagal in ubil Malu Ikbal Kana v Delhiju. Nato je 28. maja 1414 zavzel Delhi in s tem ustanovil dinastijo Sajid. Khizr Kan ni prevzel naziva sultan, ampak je nadaljeval fikcijo svoje zvestobe Timurju kot Rayat-i-Ala (vazal) Timuridov - sprva Timurjev, kasneje pa njegovega sina Šaha Rukha. Po pristopu Khizr Kana so bili Pandžab, Utar Pradeš in Sindh ponovno združeni pod Delhijskim sultanatom, kjer je preživel svoj čas, ko je krotil upore.
Khizr Kana je po njegovi smrti 20. maja 1421 nasledil njegov sin Sajid Mubarak Šah. Mubarak Šah se je na svojih kovancih imenoval Muizz-ud-Din Mubarak Šah, pri čemer je timuridsko ime odstranil z imenom kalifa in se razglasil za Šaha. Podroben opis njegove vladavine je na voljo v Tarikh-i-Mubarak Šahi, ki ga je napisal Jahja-bin-Ahmad Sirhindi. Po smrti Mubarak Šaha je njegov nečak Mohamed Šah zasedel prestol in se imenoval za sultana. Tik pred smrtjo je poklical svojega sina Sajid Ala-ud-Din Šaha iz Badauna in ga predlagal za naslednika.
Zadnji vladar Sajidov, Ala-ud-Din, se je 19. aprila 1451 prostovoljno odpovedal prestolu Delhijskega sultanata v korist Bahlul Kan Lodija in odšel v Badaun, kjer je umrl leta 1478.
 Sultanat Langah 
Leta 1445 je sultan Kutbudin, poglavar Langaha, jatskega muslimanskega plemena Zamindar ustanovil sultanat Langah v Multanu. Sultanat je vključeval regije južnega in osrednjega Pandžaba ter nekatera območja današnjega Kajberja. Prispelo je veliko število belučških naseljencev in ustanovljeni sta bili mesti Dera Ghazi Kan in Dera Ismail Kan.
Skoraj večino 15. stoletja so se plemena Kokar in Gakhar v regiji Potohar na splošno uprla. Džasrath Kokar je bil eden njihovih glavnih poglavarjev, ki je pomagal sultanu Zain Ul Abideenu iz Kašmirskega sultanata pridobiti prestol in vladal obsežnim območjem Džamuja in severnega Pandžaba. Leta 1431 je za kratek čas osvojil tudi Delhi, a ga je Mubarak Šah pregnal.

### Moderno obdobje
Mogulsko obdobje
Moguli so prišli na oblast v zgodnjem 16. stoletju in se postopoma razširili na nadzor nad celotnim Pandžabom. V mogulskem obdobju je bila regija Pandžab razdeljena na dve provinci; Provinca Multan in provinca Lahore. Suba Lahore je bila ena od treh suba (provinc) Mogulskega cesarstva v regiji Pandžab, poleg suba Multan in Delhi, ki je obsegala severni, osrednji in vzhodni Pandžab. Ustanovljena je bila kot eden od prvotnih 12 sub Mogulskega cesarstva v okviru upravnih reform, ki jih je izvedel Akbar leta 1580. Provinca je prenehala obstajati po smrti njenega zadnjega podkralja Adina Bega leta 1758, veliki deli pa so bili vključeni v cesarstvo Durrani. Skupaj sta suba Lahore in Multan ter deli suba Delhi sestavljali mogulski Pandžab.
Med mogulsko dobo je Sadulah Kan, rojen v družini pandžabskega muslimanskega poljedelca iz Činiota, ostal veliki vezir in Vakil-i-Mutlak Mogulskega cesarstva v obdobju 1645–1656, med vladavino Šaha Džahana. Drugi vidni muslimani iz Pandžaba, ki so se med mogulsko dobo povzpeli v plemstvo, so Vazir Kan, Adina Beg Arain in Šahbaz Kan Kamboh.
Mogulsko cesarstvo je vladalo regiji, dokler ni v 18. stoletju močno oslabelo. Ko je mogulska moč oslabela, so oblast nad regijo prevzeli afganistanski vladarji dinastije Durrani.
Imperij Sikhov je Pandžabu vladal od leta 1799 do leta 1849, ko so ga Britanci priključili po prvi in drugi anglo-sikhski vojni.
Britanska vladavina
Večina pandžabske domovine je tvorila provinco Britanske Indije, čeprav so številne majhne knežje države obdržale lokalne vladarje, ki so priznavali britansko oblast. Pandžab s svojimi bogatimi kmetijskimi zemljišči je postal eno najpomembnejših kolonialnih dobrin. Lahore je bil opazno središče učenja in kulture, Ravalpindi pa je postal pomemben vojaški objekt.
Večina Pandžabcev je med prvo svetovno vojno podpirala Britance in zagotavljala ljudi in sredstva za vojne napore, čeprav je Pandžab ostal vir protikolonialnih dejavnosti. Z nadaljevanjem vojne so se nemiri v regiji povečevali. Ob koncu vojne so pandžabsko družbo motile visoke stopnje žrtev, visoki davki, inflacija in razširjena epidemija gripe. Leta 1919 je britanski častnik ukazal svojim enotam, naj streljajo na množico demonstrantov, večinoma Sikhov v Amritsarju. Pokol v Džalianvala je spodbudil indijsko gibanje za neodvisnost. Nacionalisti so leta 1930 razglasili neodvisnost Indije od Lahoreja, vendar so bili hitro zatrti.
Ko je izbruhnila druga svetovna vojna, se je nacionalizem v Britanski Indiji že razdelil na verska gibanja. Številni Sikhi in druge manjšine so podprli Hindujce, ki so obljubljali sekularno večkulturno in večversko družbo, muslimanski voditelji v Lahoreju pa so sprejeli resolucijo, da bodo delali za muslimanski Pakistan, zaradi česar je regija Pandžab postala središče naraščajočega konflikta med indijskimi in pakistanskimi nacionalisti. Ob koncu vojne so Britanci podelili ločeno neodvisnost Indiji in Pakistanu, kar je sprožilo množično skupno nasilje, ko so muslimani bežali v Pakistan, hindujci in sikhi Pandžabci pa so bežali na vzhod v Indijo.
Britanska Indija je imel velike politične, kulturne, filozofske in literarne posledice v Pandžabu, vključno z vzpostavitvijo novega izobraževalnega sistema. Med gibanjem za neodvisnost so imeli številni Pandžabci pomembno vlogo, med njimi Madan Lal Dhingra, Sukhdev Thapar, Adžit Singh Sandhu, Bhagat Singh, Udham Singh, Kartar Singh Sarabha, Bhai Parmanand, Čoudhri Rahmat Ali in Lala Ladžpat Rai.

### Po osamosvojitvi
Ob delitvi leta 1947 je bila provinca razdeljena na vzhodni in zahodni Pandžab. Vzhodni Pandžab (48 %) je postal del Indije, medtem ko je Zahodni Pandžab (52 %) postal del Pakistana. Pandžab je nosil glavno breme civilnih nemirov po razdelitvi, žrtve pa so bile ocenjene na milijone.
Druga pomembna posledica delitve je bil nenaden premik k verski homogenosti, ki se je zgodil v vseh okrožjih Pandžaba zaradi nove mednarodne meje, ki je prerezala provinco. Ta hiter demografski premik je bil predvsem posledica obsežnih migracij, pa tudi obsežnih verskih očiščevalnih nemirov, ki so jim bili priča po vsej regiji v tistem času. Po mnenju zgodovinskega demografa Tima Dysona so v vzhodnih regijah Pandžaba, ki so po osamosvojitvi nazadnje postale indijski Pandžab, okrožja, ki so bila leta 1941 66-odstotna hindujska, leta 1951 postala 80-odstotna hindujska; tisti, ki so bili 20 % Sikhi, so leta 1951 postali 50 % Sikhi. Nasprotno pa so v zahodnih regijah Pandžaba, ki so na koncu postale pakistanski Pandžab, vsa okrožja do leta 1951 postala skoraj izključno muslimanska.

## Geografija
Pandžab je druga največja pakistanska provinca po površini za Beludžistanom s površino 205.344 kvadratnih kilometrov. Zavzema 25,8 % celotne kopenske mase Pakistana. Provinca Pandžab na jugu meji na Sindh, na jugozahodu na provinco Beludžistan, na zahodu na provinco Khiber Pakhtunkhva ter na severu na ozemlje glavnega mesta Islamabad in Azad Kašmir. Pandžab na severu meji na Džamu in Kašmir, na vzhodu pa na indijski državi Pandžab in Radžastan.
Glavno in največje mesto je Lahore, ki je bilo glavno mesto širše regije Pandžab od 17. stoletja. Druga pomembna mesta so Faisalabad, Ravalpindi, Gudžranwala, Sargodha, Multan, Sialkot, Bahavalpur, Gudžrat, Šeikhupura, Džhelum, Rahim Jar Kan in Sahival. Nerazdeljena regija Pandžab je bila dom šestih rek, od katerih jih pet teče skozi pakistansko provinco Pandžab. Od zahoda proti vzhodu tečejo reke: Ind, Džhelum, Čenab, Ravi in Satledž. To je edina provinca v državi, ki se dotika vseh drugih provinc; prav tako obdaja zvezno enklavo glavnega mesta Islamabada.

### Topografija
Pokrajino Pandžaba večinoma sestavljajo rodovitne aluvialne ravnine reke Ind in njenih štirih glavnih pritokov, ki tečejo od severa proti jugu – peta od 'petih voda' Pandžaba, reka Beas, leži izključno v indijski državi Pandžab. Pokrajina je med najbolj namakanimi na svetu in kanale je mogoče najti po vsej provinci. Pandžab vključuje tudi več goratih območij, vključno s Sulejmanovim gorovjem v jugozahodnem delu province, hribovjem Margala na severu blizu Islamabada in Solnim gorovjem, ki ločuje najbolj severni del Pandžaba, planoto Potohar, od preostalega dela province. provinca. Redke puščave lahko najdemo v južnem Pandžabu blizu meje z Radžastanom in Sulejmanovim pogorjem. Pandžab vsebuje tudi del puščave Thal in Čolistan. Na jugu Pandžab doseže 2327 metrov nadmorske višine v bližini hribovske postaje Fort Munro v Dera Ghazi Kanu.

### Podnebje
Večina območij v Pandžabu se sooča z ekstremnimi vremenskimi razmerami z meglenimi zimami, ki jih pogosto spremlja dež. Do sredine februarja začne temperatura naraščati; spomladansko vreme se nadaljuje do sredine aprila, ko nastopi poletna vročina. Pričakuje se, da bo jugozahodni monsun dosegel Pandžab do maja, vendar je od zgodnjih 1970-ih vremenski vzorec neenakomeren. Spomladanski monsun je bodisi preskočil območje ali pa je povzročil tako močan dež, da so nastale poplave. Junij in julij sta izjemno vroča. Čeprav uradne ocene redko postavljajo temperaturo nad 46 °C, časopisni viri trdijo, da doseže 51 °C in redno poročajo o ljudeh, ki so podlegli vročini. Junija 1993 so v Multanu podrli toplotne rekorde, ko naj bi se živo srebro povzpelo na 54 °C. Avgusta zatirajočo vročino prekinja deževno obdobje, imenovano barsat, ki za seboj prinese olajšanje. Najtežji del poletja je takrat mimo, vendar hladnejše vreme nastopi šele konec oktobra.
V začetku leta 2007 je pokrajina doživela eno najhladnejših zim v zadnjih 70 letih.
Temperatura v regiji Pandžab se giblje od –2° do 45 °C, vendar lahko poleti doseže 50 °C, pozimi pa se lahko spusti do –10 °C.
Podnebno ima Pandžab tri glavne letne čase:
- Vroče vreme (od aprila do začetka junija), ko temperatura naraste do 51 °C
- Deževna sezona (od konca junija do septembra). Povprečna letna količina padavin se giblje med 950 in 1300 mm v pogorju in 500–800 mm v nižinah.
- Hladno/megleno/blago vreme (od oktobra do marca). Temperatura pade vse do 2,0 °C.

Vremenski ekstremi so opazni od vročega in pustega juga do hladnih hribov na severu. Vznožje Himalaje se nahaja tudi na skrajnem severu in ima veliko hladnejše in vlažnejše podnebje, s sneženjem, ki je običajno na višjih nadmorskih višinah.

### Upravne enote
| Sr. No. | Enota           | Sedež          | Površina (km2) | Štev. prebivalcev (2023) |
| ------- | --------------- | -------------- | -------------- | ------------------------ |
| 1       | Bahavalpur      | Bahavalpur     | 45.588         | 13.400.009               |
| 2       | Dera Ghazi Khan | Dera Ghazi Kan | 38.778         | 12.892.465               |
| 3       | Faisalabad      | Faisalabad     | 17.918         | 16.228.526               |
| 4       | Gudžranwala     | Gudžranwala    | 17.207         | 18.778.868               |
| 5       | Gudžrat         | Gudžrat        | New            | New                      |
| 6       | Lahore          | Lahore         | 11.727         | 22.772.710               |
| 7       | Multan          | Multan         | 15.211         | 14.085.102               |
| 8       | Ravalpindi      | Ravalpindi     | 22.254         | 11.406.496               |
| 9       | Sahival         | Sahival        | 10.302         | 8.533.471                |
| 10      | Sargodha        | Sargodha       | 26.360         | 9.591.275                |

## Demografija

### Prebivalstvo
V provinci živi več kot polovica pakistanskega prebivalstva in je druga najbolj naseljena podnacionalna enota na svetu ter najbolj naseljena zunaj Indije in Kitajske. Po štetju leta 2023 sledi:
skupaj prebivalcev 127.688.922 od tega v urbanem območju 51.975.967 in na podeželju 75.712.955.

### Jeziki
Glavni materni jezik, ki se govori v Pandžabu, je pandžabščina, ki predstavlja največji delež, ki se govori v državi. Pandžabski jezik se govori v obliki številnih narečij po vsej provinci. Mnoga od teh narečij so združena v obliki sort, kot je Saraiki na jugu, sestavljen iz južnih narečij, vključno z Multani, Derawali in Riasti; in Hindko na severozahodu, sestavljen iz skupine severozahodnih narečij. V pakistanskih popisih iz leta 1981 in 2017 sta bili različici jezika saraiki in hindko našteti ločeno od pandžabščine.
Paštunščina se govori v nekaterih delih Pandžaba, zlasti v okrožjih Attock, Mianvali in Ravalpindi.

### Religija
Po popisu leta 2023 je bilo prebivalcev Pandžaba v Pakistanu 127.688.922. S 124.462.897 pripadniki, muslimani sestavljajo največjo versko skupino, s sunitsko hanafijsko večino in šiitsko itna 'ašarijsko manjšino, ki tvori približno 97,75 odstotkov prebivalstva. Največja nemuslimanska manjšina so kristjani z 2.458.924 pripadniki, kar predstavlja približno 1,93 odstotka prebivalstva. Hindujci tvorijo 249.716 ljudi, kar predstavlja približno 0,20 odstotka prebivalstva. Druge manjšine so Sikhi in Parsi.

## Gospodarstvo
Pandžab ima največje gospodarstvo v Pakistanu, ki največ prispeva k nacionalnemu BDP. Gospodarstvo province se je od leta 1972 početverilo. Njegov delež v pakistanskem BDP je leta 2000 znašal 54,7 %, leta 2010 pa 59 %. Še posebej prevladuje v storitvenem in kmetijskem sektorju pakistanskega gospodarstva. Njegov prispevek se giblje od 52,1 % do 64,5 % v storitvenem sektorju in od 56,1 % do 61,5 % v kmetijskem sektorju. Prav tako veliko prispeva k delovni sili, ker ima največji nabor strokovnjakov in visoko kvalificirane (tehnično usposobljene) delovne sile v Pakistanu. Prevladuje tudi v proizvodnem sektorju, čeprav prevlada ni tako velika, z zgodovinskimi prispevki v razponu od nizkih 44 % do visokih 52,6 %. Leta 2007 je Pandžab dosegel 7,8-odstotno stopnjo rasti, v obdobju 2002–2003 do 2007–2008 pa je njegovo gospodarstvo raslo po stopnji med 7 % in 8 % na leto, med letoma 2008 in 2009 pa je narasel za 6 % v primerjavi s skupno rastjo BDP Pakistana pri 4 %.
Kljub pomanjkanju obale je Pandžab najbolj industrializirana pakistanska provinca; njegova predelovalna industrija proizvaja tekstil, športne izdelke, težke stroje, električne naprave, kirurške instrumente, vozila, avtomobilske dele, kovine, sladkorne tovarne, letala, cement, kmetijski stroji, kolesa in rikše, talne obloge in predelana hrana. Leta 2003 je provinca proizvedla 90 % papirja in kartona, 71 % gnojil, 69 % sladkorja in 40 % cementa v Pakistanu.
Diviziji Lahore in Gujranvala imata največjo koncentracijo majhnih enot svetlobne tehnike. Okrožje Sialkot odlikuje športna oprema, kirurški instrumenti in jedilni pribor. Pandžabska vlada razvija industrijska območja, da bi spodbudila industrializacijo v provinci. Poslovni park Kuaid e Azam Šeikhupura je eno od industrijskih območij, ki se razvija v bližini mesta Šeikhupura ob avtocesti Lahore-Islamabad.
Pandžab ima najnižje stopnje revščine v Pakistanu, čeprav je prisoten razkorak med severnim in južnim delom province. Okrožje Sialkot v uspešnem severnem delu province ima stopnjo revščine 5,63 %, medtem ko ima okrožje Radžanpur na revnejšem jugu stopnjo revščine 60,05 %.

### Turizem
- Mavzolej šaha Rukn-e-Alama, Multan (1320)
- Trdnjava Lahore, znamenitost, zgrajena v obdobju Mughal, je Unescov seznam svetovne dediščine
- Trdnjava Rohtas, Unescov seznam svetovne dediščine, je bila zgrajena na hribu, ki gleda na planoto Potohar
- Trdnjava Deravar v puščavi Čolistan, Unescov seznam svetovne dediščine
- Palača Noor Mahal, Bahavalpur

Turizem v Pandžabu ureja Turistična razvojna korporacija Pandžaba. Provinca ima številna velika kozmopolitska mesta, vključno s prestolnico province Lahore. Med glavnimi zanimivostmi za obiskovalce sta trdnjava Lahore in vrtovi Šalimar, ki sta zdaj priznana območja svetovne dediščine. Obzidano mesto Lahore, mošejo Badšahi, mošejo Vazir Kana, Džahangirjevo grobnico in grobnico Nur Džahan, grobnico Asafa Kana, Čauburji in druga večja mesta vsako leto obiščejo turisti.
Murree je znana postaja za turiste na hribu. Utrdba Pharvala, ki jo je zgradila starodavna hindujska civilizacija, je na obrobju mesta. Mesto Šeikhupura ima tudi številna mesta iz Mogulskega cesarstva, vključno z trdnjavo Rohtas, ki je na seznamu svetovne dediščine blizu Džheluma. Tempelj Katasraj v mestu Čakval je glavna destinacija za hindujske privržence. Solni rudnik Khevra so eden najstarejših rudnikov v Južni Aziji. Stolp z uro v Faisalabadu in osem bazarjev so bili zasnovani tako, da predstavljajo Union Jack.
Južni del province je sušen. Multan je znan po mavzolejih svetnikov in sufijskih pirhih. Muzej Multan, trdnjava Multan, živalski vrt DHA 360° in grobnice Nuagaza so pomembne znamenitosti v mestu. Mesto Bahavalpur je v bližini puščav Čolistan in Thar. Trdnjava Deravar v puščavi Čolistan je prizorišče letnega relija Čolistan Jeep Rally. Mesto je tudi v bližini starodavnega mesta Uč Šarifa, ki je bilo nekoč trdnjava sultanata Delhi. palača Noor Mahal, palača Sadika Ghara in Darbar Mall so bili zgrajeni med vladavino Nawabov. Narodni park Lal Suhanra je velik živalski vrt na obrobju mesta.